# 大囊海眼虫
大囊海眼虫（学名：Haliomma macrodoras）为星球虫科海眼虫属的动物。分布于中太平洋以及西沙群岛等。